# Muraltia ciliaris
Muraltia ciliaris là một loài thực vật có hoa trong họ Polygalaceae. Loài này được DC. mô tả khoa học đầu tiên.